# Huguette (téléfilm)
Pour plus de détails, voir Fiche technique et Distribution.
Huguette est un téléfilm français réalisé par Antoine Garceau et diffusé le 6 décembre 2019 sur Arte,.

## Synopsis
Huguette, ancien professeur de français de 80 ans, est expulsée de son appartement. Réticente tout d'abord, elle accepte la proposition de sa voisine Marion. Elle logera chez elle, un mois. En échange, elle s'occupera du fils de Marion, Rémy, en le faisant réviser pour qu'il rattrape le niveau nécessaire pour passer en seconde générale.

## Fiche technique
- Titre : Huguette
- Réalisateur : Antoine Garceau
- Scénario : Antoine Garceau, Perrine Margaine
- Sociétés de production : Mon Voisin Productions, AB Productions, Arte
- Production : Dominique Besnehard, Michel Feller, Antoine Le Carpentier
- Genre : drame
- Durée : 90 minutes
- Première diffusion : 6 décembre 2019 sur Arte

## Distribution
- Line Renaud : Huguette
- Romane Bohringer : Marion
- Romann Berrux : Rémi
- Antoine Chappey : Le principal
- Nanou Garcia : Madame Monteiro
- Caroline Piette : Proviseur lycée pro

## Accueil critique
Pour Moustique, « le réalisateur ne nous offre pas [...] un conte de Noël. Tout n'est pas pour le mieux dans le meilleur des mondes. Mais il nous offre avec légèreté une ode au courage, au dialogue et au partage ». Le magazine pointe « des moments de grâce, des scènes de transmission de connaissances (Youtube versus l'histoire), une réflexion sur le conflit entre la vie et l'idéal ».